# Ignaz Verdroß von Droßberg

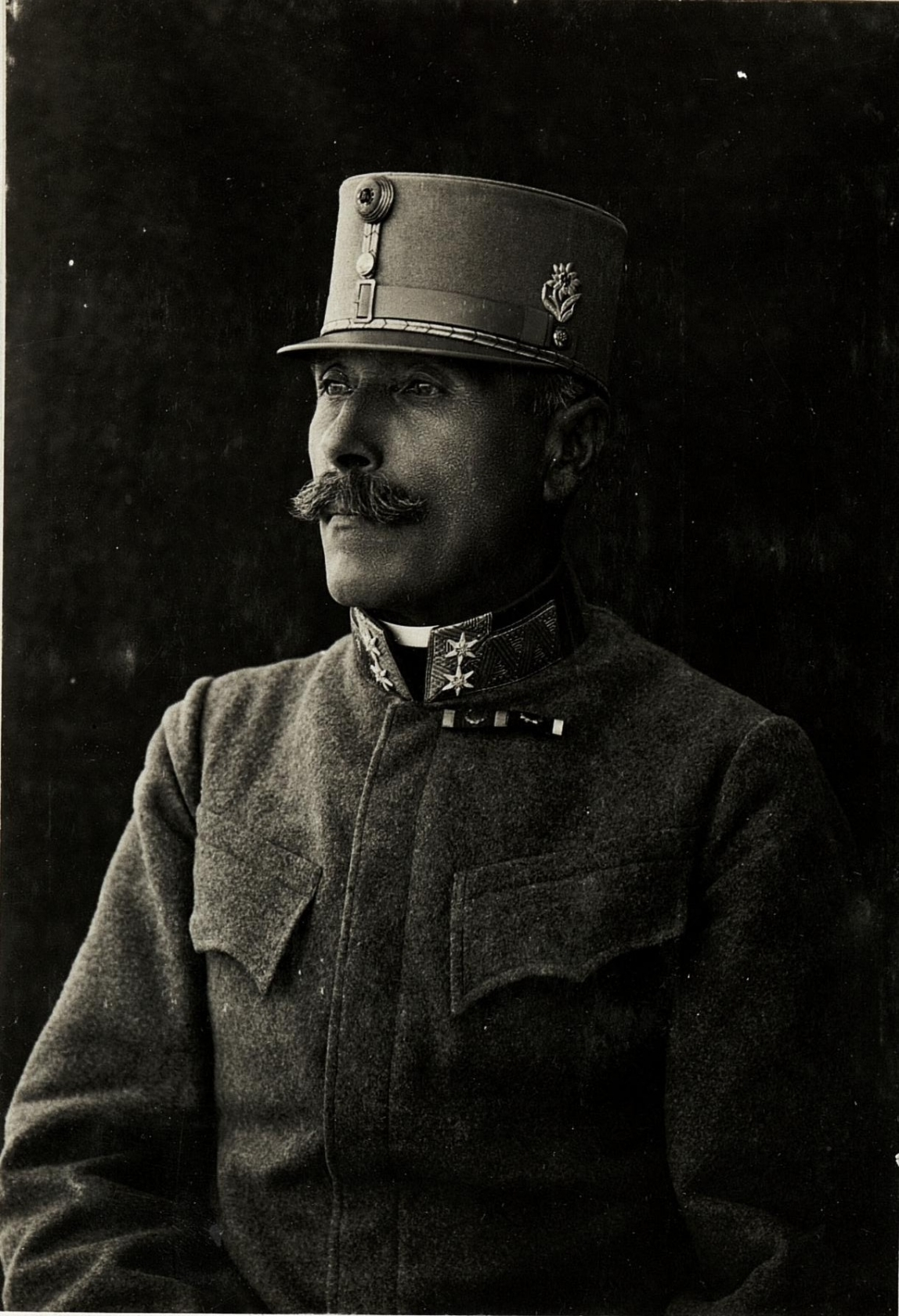
Ignaz Verdroß von Droßberg

Ignaz Verdroß seit 1911 Verdroß Edler von Droßberg (* 16. Dezember 1851 in Mals; † 16. Juni 1931 in Innsbruck) war im Ersten Weltkrieg General der Infanterie, Kommandant der k.u.k. 8. Infanterietruppendivision (ab 1917 Kaiserjägerdivision) und des XIV. Armeekorps (sog. Edelweißkorps) der k.u.k. Armee.

## Leben
Verdroß besuchte das Obergymnasium in Innsbruck und trat am 1. Oktober 1871 im Alter von 20 Jahren in das Tiroler Kaiserjäger-Regiment ein. Am 1. November 1875 wurde er aus der Kadettenschule in Innsbruck als Oberjäger ausgemustert. Am 1. Mai 1876 wurde er zum Leutnant, am 1. November 1880 Oberleutnant und am 1. Mai 1878 zum Hauptmann befördert. Am 1. Mai 1897 wurde er Major und tat Dienst im 2. Tiroler Kaiserjäger-Regiment. 1902 wurde er Ergänzungsbezirkskommandant in Brixen, seit 1. November 1903 war er Oberstleutnant und wurde 1904 Bataillonskommandant. Am 12. Mai 1906 zum Oberst befördert, wurde er am 29. April 1908 zum Kommandanten des 3. Tiroler Kaiserjägerregiments ernannt. Am 29. April 1911 übernahm er das Kommando der 14. Gebirgs-Brigade in Cattaro. Am 10. November 1911 erfolgte seine Ernennung zum Generalmajor und seine Erhebung in den Adelsstand als „Edler von Droßberg“ durch Kaiser Franz Joseph I. Am 1. Februar 1913 trat er in den Ruhestand.

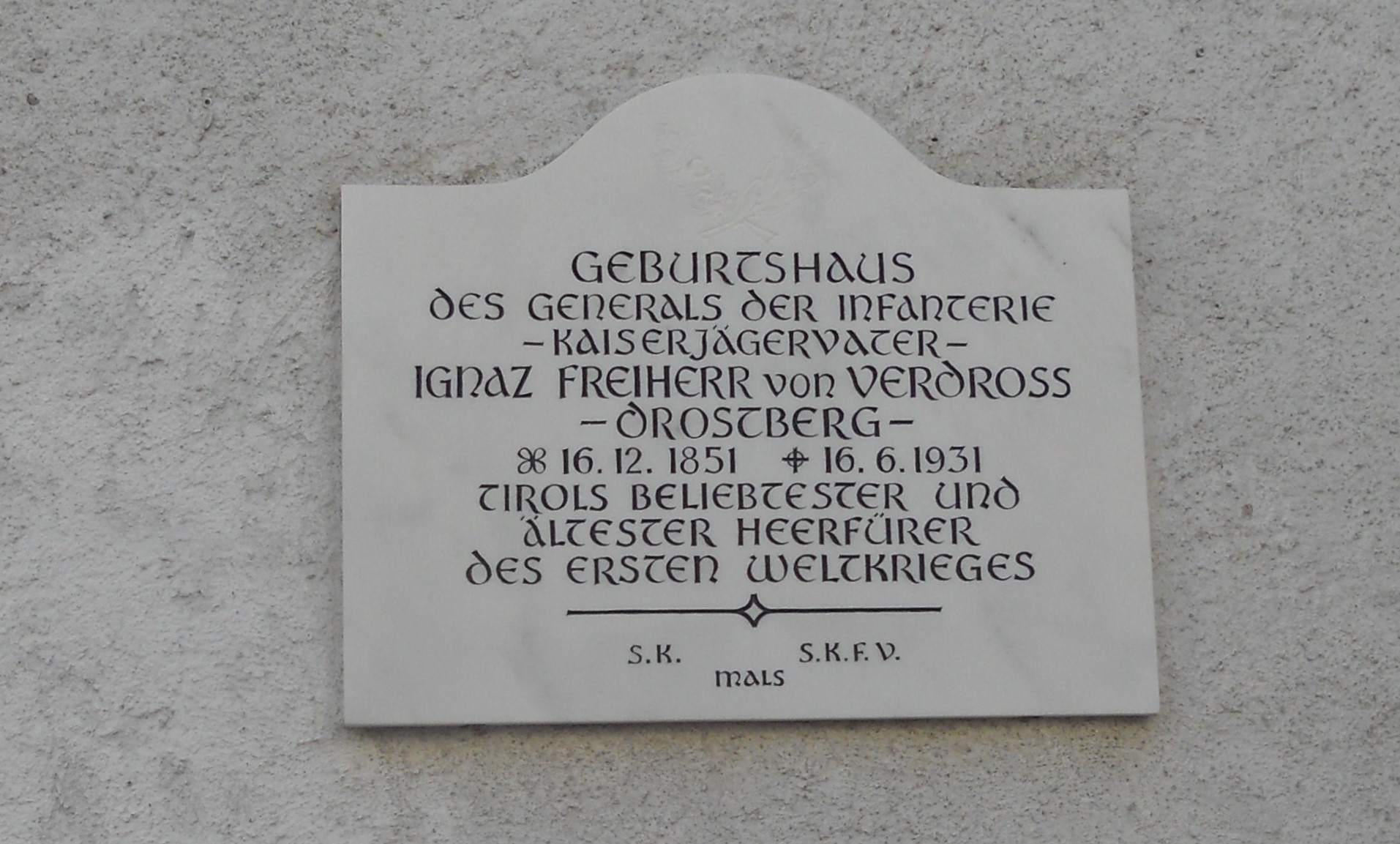
Gedenktafel am Geburtshaus von Ignaz Verdroß (Verdross) in Mals, Südtirol

Am 1. Oktober 1914 wurde er, nach Ausbruch des Ersten Weltkriegs, als Kommandant der Gruppe Nordtirol wieder für den Militärdienst reaktiviert und am 1. November 1914 zum Feldmarschallleutnant befördert.
Am 24. Mai 1915 übernahm er das Kommando der 180. Infanteriebrigade an der neuen Front in Südtirol. Am 13. August 1916 wurde er Kommandant der 8. Infanterie-Truppendivision  und am 3. Februar 1918 übernahm er von General Hugo Martiny den Oberbefehl über das XIV. Korps (Edelweißkorps). Am 15. Mai 1918 wurde er zum General der Infanterie ernannt. Im November 1918 geriet er in Kriegsgefangenschaft, nach seiner Heimkehr trat er Anfang November 1919 in den Ruhestand. In seiner Geburtsgemeinde Mals ist eine Straße nach ihm benannt.
Am 21. Jänner 1921 verlieh ihm Kaiser Karl I., obwohl er 1918 auf seinen Anteil an den Regierungsgeschäften verzichtet hatte, das Recht zum Gebrauch des österreichischen Freiherrenstandes.

## Auszeichnungen
- Militär-Verdienstmedaille Bronze (1896)
- Militärverdienstkreuz III. Klasse (1904), II. Klasse mit Kriegsdekoration (1917)
- Orden der Eisernen Krone III. Klasse (1910), II. Klasse mit Kriegsdekoration (1916), I. Klasse mit Kriegsdekoration (1918)
- Leopold-Orden Ritterkreuz (1913) mit Kriegsdekoration (1915)[2][3]